# Deszcz meteorów
Deszcz meteorów – zjawisko polegające na jednoczesnym przelocie przez atmosferę ziemską wielu meteorów należących do tego samego roju meteorów – gdy zenitalna liczba godzinna roju wynosi ponad 100 obiektów. Pierwsza wzmianka opisująca to zjawisko pochodzi z 16 marca 687 roku p.n.e. z czasów chińskiej dynastii Zhou

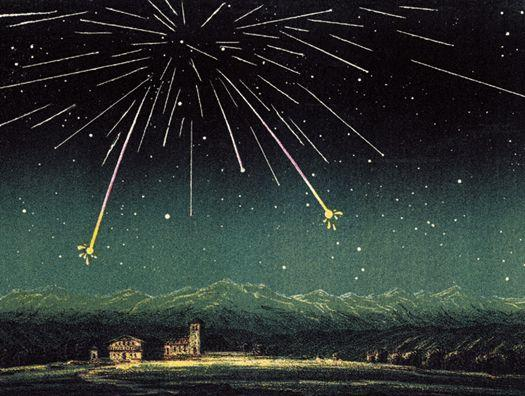
Deszcz Andromedy widziany nad Francją 27 listopada 1872

Zazwyczaj źródłem takiego deszczu mogą być maksima następujących rojów:
- Kwadrantydy (maksimum ok. 3 stycznia),
- Eta Akwarydy (4 – 6 maja, maksimum ok. 5 maja; zwykle ok. 60 meteorów/h, ale w niektórych latach może sięgać ok. 80),
- Delta Akwarydy (29 lipca – 6 sierpnia)[2],
- Perseidy (maksimum ok. 12 – 13 sierpnia),
- Drakonidy (maksimum ok. 8 października; aktywność zmienna[3]),
- Orionidy (maksimum 21 października)[2],
- Leonidy (maksimum ok. 17 listopada),
- Geminidy (maksimum ok. 13 grudnia).

Zjawisko to następuje w momencie przejścia Ziemi przez punkt orbity roju meteoroidów, w którym gęstość roju jest bardzo duża.
Choć najczęściej zenitalna liczba godzinna meteorów pochodzących z jednego roju jest zbliżona w kolejnych latach, to czasem zdarza się nagły wzrost jego aktywności. Można wtedy obserwować nawet kilka lub kilkadziesiąt tysięcy meteorów w ciągu godziny. Przykładem takiego wzrostu jest rój Leonidów. W nocy z 12 na 13 listopada 1833 roku zaobserwowano wyjątkowo obfity deszcz meteorów. Według relacji naocznych świadków: „gwiazdy padały tak często jak śnieg podczas zamieci”. Podobny wzrost aktywności tego roju zaobserwowano w 1966 roku, kiedy to oszacowano obfitość tego roju na około 140 000 meteorów w ciągu godziny.